# Ischaemum
Ischaemum és un gènere de plantes de la família de les poàcies, ordre de les poals, subclasse de les commelínides, classe de les liliòpsides, divisió dels magnoliofitins.

## Taxonomia
- Ischaemum arenosum Sohns
- Ischaemum arundinaceum Benth.
- Ischaemum ciliare Retz.
- Ischaemum glaucescens Merr.
- Ischaemum lanceolatum Keng
- Ischaemum longisetum Merr.
- Ischaemum merrillii Hack.
- Ischaemum ophiuroides D. B. Munro
- Ischaemum sulcatum Hack.
- Ischaemum timorense Kunth
- Ischaemum toidayense Elmer
- Ischaemum urvilleanum Kuntze

(vegeu-ne una relació més exhaustiva a Wikispecies)

## Sinònims
(Els gèneres marcats amb dos asteriscs (**) són sinònims possibles)
Argopogon Mimeur, 
Colladoa Cav., 
Ischaemopogon Griseb., 
Meoschium P. Beauv., 
Schoenanthus Adans
(vegeu també **Digastrium (Hack.) A. Camus) 